# 黄褐狡蛛
黄褐狡蛛（学名：Dolomedes sulfureus）为盗蛛科狡蛛属的动物。分布于日本、朝鲜以及中国大陆的浙江、四川、安徽、贵州等地，一般生活于草丛、树林以及农田间游猎捕食。该物种的模式产地在日本。